# Coptomia prasina
Coptomia prasina är en skalbaggsart som beskrevs av Hermann Burmeister 1842. Coptomia prasina ingår i släktet Coptomia och familjen Cetoniidae. Inga underarter finns listade i Catalogue of Life.